# Zwei-Faktoren-Theorie (Lerntheorie)
Die Zwei-Faktoren-Theorie (auch Zwei-Faktoren-Modell) ist ein Modell von Orval Hobart Mowrer (1947,1960), das die Prinzipien der klassischen und operanten Konditionierung vereint. Es dient in der Verhaltenstherapie zur Erklärung vieler psychischer Störungen, insbesondere von Angststörungen, Zwangsstörungen und Ängsten bei der Posttraumatischen Belastungsstörung.
Der Ablauf ist dabei folgendermaßen:
- Klassische Konditionierung: Ein aversiver unkonditionierter Reiz (US), der auf eine natürliche Weise eine unkonditionierte Reaktion (UR) hervorruft, wird an einen neutralen Stimulus gekoppelt und macht dadurch den ursprünglichen neutralen Stimulus zu einem konditionierten Stimulus (CS). Der konditionierte Stimulus ruft nach der Konditionierung eine konditionierte Reaktion (CR) hervor.
- Operante Konditionierung: Verhaltensweisen (R), die die Begegnung mit dem konditionierten Stimulus beenden (Flucht) oder durch die die Begegnung umgangen werden kann (Vermeidung) führen zu einer negativen Verstärkung (C-/), was bedeutet, dass die zuvor konditionierte aversive Reaktion (CR) beendet wird oder ausbleibt. Dadurch nimmt das Vermeidungs- oder Fluchtverhalten zu.

Gemäß diesem Modell besteht die verhaltenstherapeutische Behandlung von Angststörungen und Zwangsstörungen vor allem in der Konfrontation mit Reaktionsverhinderung. Das bedeutet, dass man über Konfrontation eine Habituation der klassisch konditionierten Reaktion erreichen will, damit es in Kombination mit der Reaktionsverhinderung (response prevention) der operant konditionierten Reaktion insgesamt zu einer Löschung der Angst kommt.

## Kritische Rezeption
Die Theorie ist als verhaltenstherapeutisches Modell weitgehend anerkannt, es gibt jedoch auch Kritik. Laut Field reicht die Theorie nicht aus, um Phobien zu erklären, weil:
- viele sich nicht an die Lernsituation erinnern könnten
- und auch nicht alle mit einer ängstigenden Situation eine Phobie entwickeln.
- Die Angst nehme bei Konfrontation manchmal zu statt ab (wird heute mit Sicherheitsverhalten erklärt).

- Es lässt sich nicht erklären, weshalb bestimmte Sinnesreize häufiger Phobien auslösen, wie Spinnen (Preparedness-Theorie von Seligmann)
- Laut der Three-Pathways-Theorie (Rachman, 1977) können Ängste auch durch verbale Informationen (Instruktionslernen) oder Beobachtung an Vorbildern (Lernen am Modell) vermittelt werden.

Eine weitere Kritik ist, dass bei perfekter Vermeidung die klassische Konditionierung gelöscht würde. Nachdem es keine Angstreaktion gibt, würde im zweiten Schritt auf die negative Verstärkung der Fluchtreaktion durch Angstreduktion entfallen.
Laut Reinecker sollten dementsprechend zur Erklärung von Zwangsstörungen noch kulturelle, emotionale, kognitive Aspekte, sowie weitere Ebenen wie Selbstregulation, Rückkopplung und Interaktion eine gebührende Beachtung finden. Weiter wird kritisiert,
- Zwangsgedanken lassen sich mit dem Modell kaum erklären,

- die Zwänge und Ängste lassen sich nach Patientenberichten nicht reduzieren, sondern es käme zu einem Problem angst-erhöhender Zwänge

- dass die Annahme einer auslösenden Situation sich nur bei 1/4 der Patienten finden lässt und empirisch kaum zu widerlegen ist,

- dass Patienten mit Zwangsstörungen von auslösenden Situationen gleichsam magisch angezogen werden und sie nicht wie angenommen vermeiden.[10]